# Everybody (DJ BoBo)
Everybody is een nummer van de Zwitserse DJ BoBo uit 1994. Het is de vijfde en laatste single van zijn debuutalbum Dance with Me.
De vocalen op "Everybody" werden verzorgd door Jennifer Rüesch. Het nummer werd een grote hit in DJ BoBo's thuisland Zwitserland, waar het de 3e positie wist te behalen. Ook werd het nummer platina in Duitsland. In de Nederlandse Top 40 was het nummer goed voor een 10e positie.